# Leinefelde-Worbis
Leinefelde-Worbis é uma cidade da Alemanha localizado no distrito de Eichsfeld, estado da Turíngia. Os antigos municípios de Hundeshagen e Kallmerode foram incorporados pela cidade em julho de 2018 e janeiro de 2019, respectivamente.